# 雲原砂防関連施設群
雲原砂防関連施設群（くもはらさぼうかんれんしせつぐん）は、京都府福知山市雲原（旧天田郡雲原村）に1934年から1952年にかけて、一級河川の由良川水系雲原川及び3つの支川に建設された堰堤、床固及び流路工の総称。
全国でも比較的早い時期に建造された砂防施設群である。

## 歴史
1934年に発生した室戸台風の影響で発生した土砂災害を受け、堰堤11基のほか床固157基、流路工41基の砂防施設が建造された。用水路や排水路の改修や家屋の移築なども土砂災害防止の一環として行われた。

## 登録記念物として
2006年7月28日に、富山県立山町にある立山砂防工事専用軌道と同時に、全国で初めて「遺跡」として登録記念物に登録された。昭和初期に行われた災害対策を具体的に示す史跡として価値があることが認められた。